# آماندا لونگن
آماندا لونگن (انگلیسی: Amanda Longan؛ زادهٔ ۱۶ ژانویه ۱۹۹۷) بازیکن واترپلو زن اهل ایالات متحده آمریکا است.
وی در مسابقات کشوری و بین‌المللی در مجموع برندهٔ ۱ مدال طلا شده‌است.